# Xylocopa chlorina
Xylocopa chlorina là một loài Hymenoptera trong họ Apidae. Loài này được Cockerell mô tả khoa học năm 1915.